# Morne Machette
Le morne Machette est un morne de Guadeloupe situé à Bouillante.
Il fait partie du site naturel protégé de Machette.

## Toponymie
Le morne tient son nom d'Édouard Machet, un Anglais arrivé en 1654 qui fonda une sucrerie à Bouillante.

## Géologie
D'après l'Inventaire des sites géologiques remarquables de la Guadeloupe, les édifices volcaniques accolés de pointe à Sel et de morne Machette datent de 840 000 ans.

## Randonnée
Le morne est accessible en randonnée par la « boucle de Machette » qui le franchit.

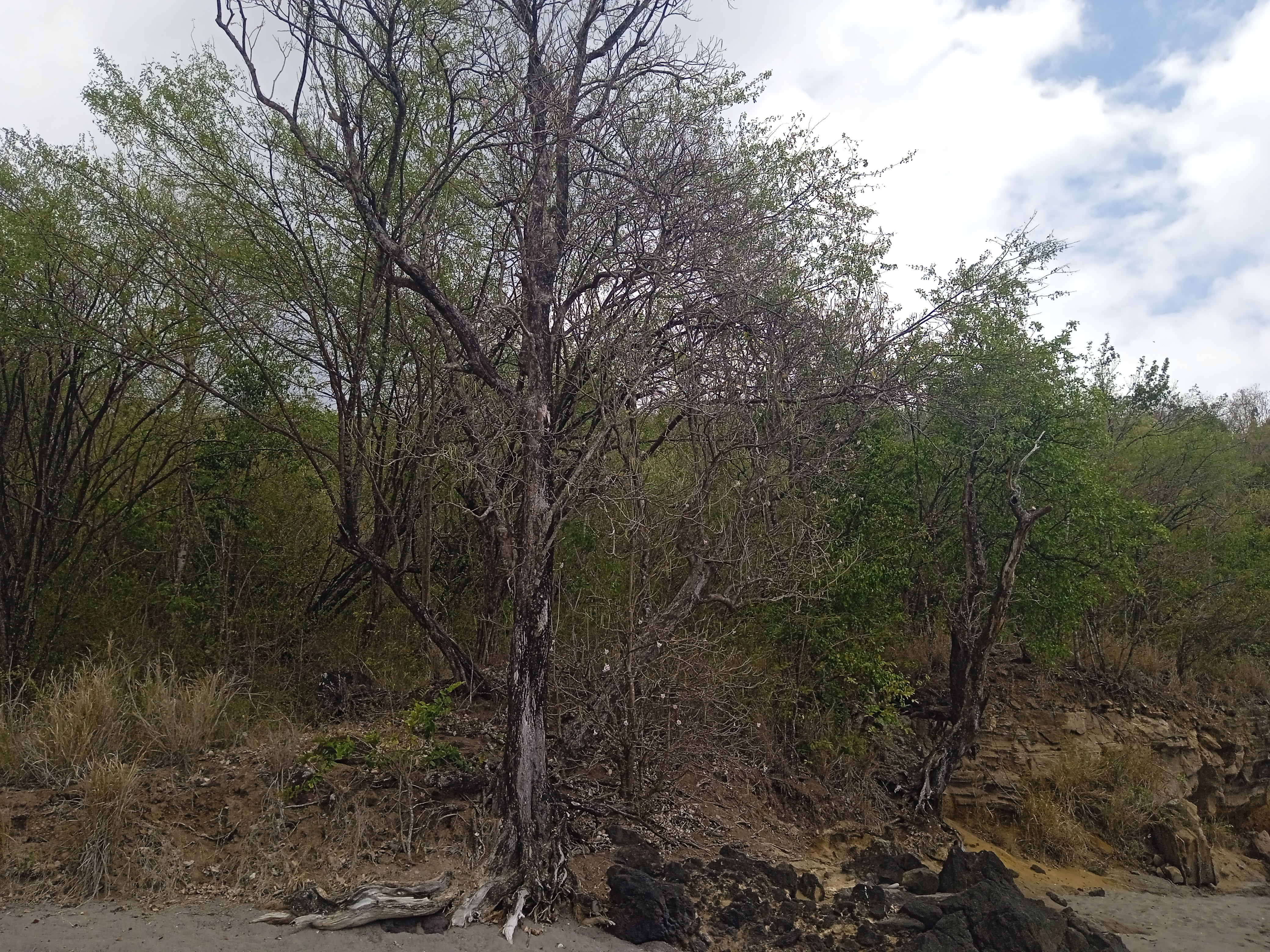
Début de la randonnée du morne Machette au bain du Curé.
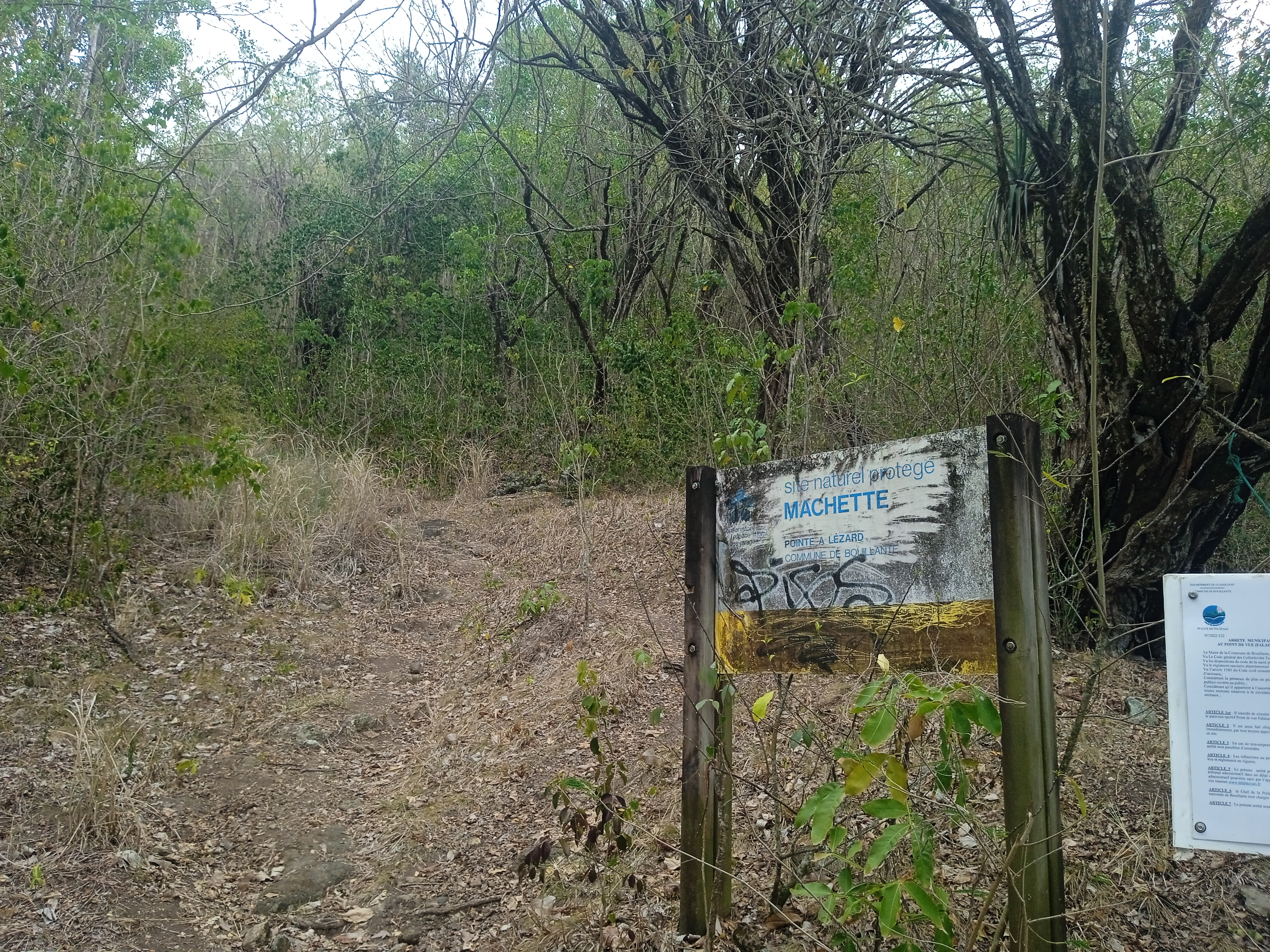
Site naturel protégé du morne Machette.
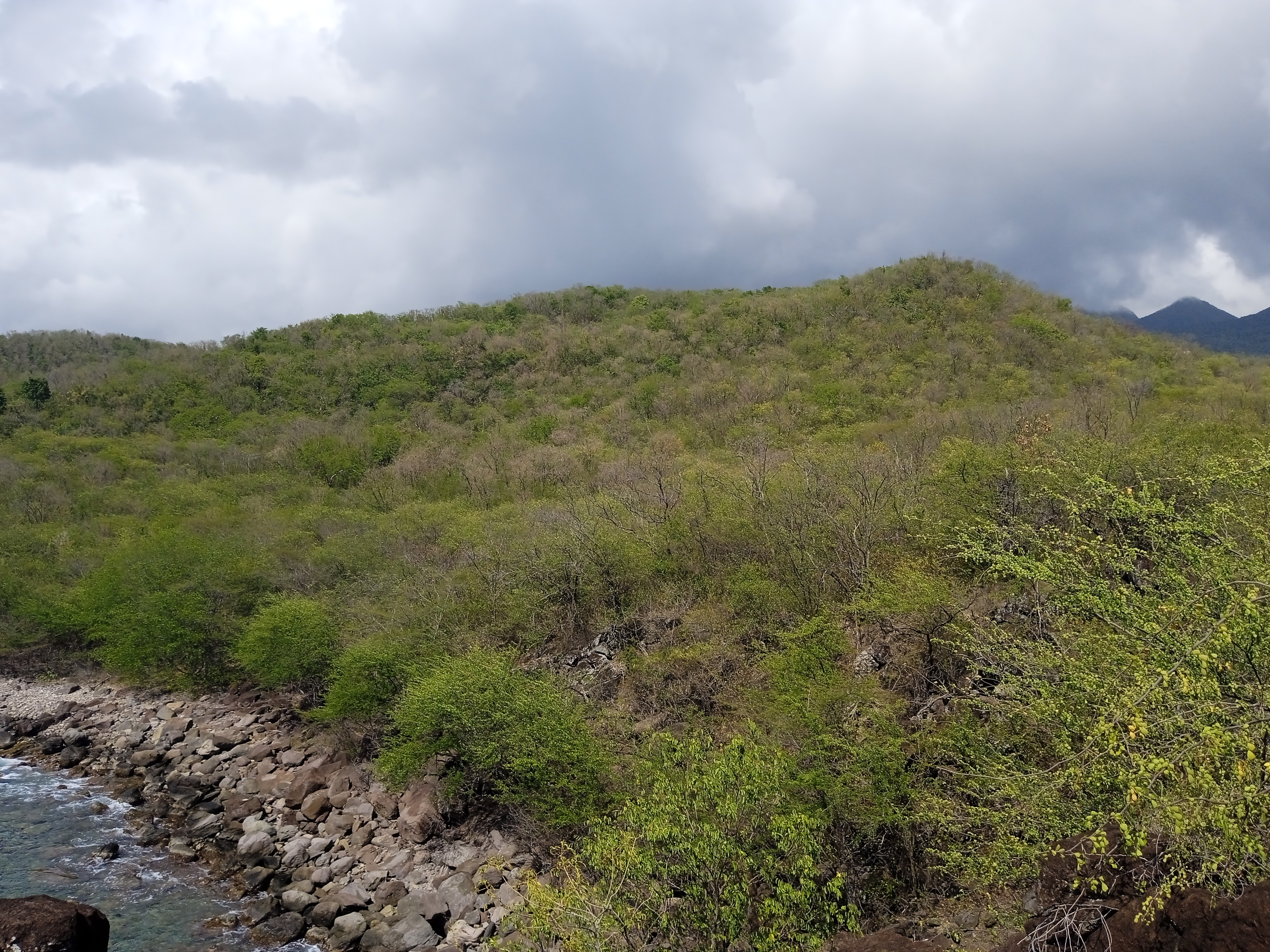
Morne Machette vu depuis la pointe à Sel.